# Arlan Hamilton
Arlan Hamilton (* 30. Oktober 1980 in Kalifornien) ist eine US-amerikanische Autorin, Gründerin und geschäftsführende Gesellschafterin von Backstage Capital.

## Leben
Vor ihrer Rolle als Risikokapitalgeberin war Hamilton als Tourmanagerin der Atlantic-Records-Aufnahmekünstlerin Janine tätig und gründete und veröffentlichte das Indie-Magazin Interlude.
Im Jahr 2015 gründete Hamilton, inspiriert von Mike Rothenberg von Rothenberg Ventures, Backstage Capital, einen Fonds, der ähnlich wie der Catalyst Fund von Comcast Ventures in „unterschätzte Gründer“ investiert. Unterschätzte Gründer werden laut Fonds definiert als Frauen, farbige Menschen und Mitglieder der LGBTQ-Gemeinschaft. Zu diesem Zeitpunkt war Hamilton obdachlos.
Im Mai 2018 kündigte Hamilton an, dass ihre Firma auch einen 36-Millionen-Dollar-Fonds speziell für schwarze Gründerinnen einrichten werde.
Im März 2019 trat Hamilton nach Schwierigkeiten bei der Beschaffung des geplanten Fonds in Höhe von 36 Millionen Dollar als CEO des Backstage Studios zurück und entließ einen erheblichen Prozentsatz der Backstage-Mitarbeiter.
Im Juni 2019 erhielt Hamilton die Anerkennung von Business Insider als einer der 23 mächtigsten LGBTQ+-Leute im technischen Bereich.

## Bücher
- Arlan Hamilton: It’s About Damn Time: How to Turn Being Underestimated into Your Greatest Advantage. ISBN 0-593-13641-1

## Website
- backstagecapital.com